# Bob Kenney
Robert Earl "Bob" Kenney (Arkansas City, 23 juni 1931 – Scottsdale, 27 oktober 2014) was een Amerikaans basketballer. Hij won met het Amerikaans basketbalteam de gouden medaille op de Olympische Zomerspelen 1952 en de Pan-Amerikaanse Spelen 1955.
Kenney speelde voor het team van de Universiteit van Kansas en de Wichita Vickers. Tijdens de Olympische Spelen speelde hij 7 wedstrijden, inclusief de finale tegen de Sovjet-Unie. Gedurende deze wedstrijden scoorde hij 74 punten.
Na zijn carrière als speler was hij werkzaam in de vastgoedsector.